# Страдуня
Страдуня (пол. Stradunia, чеськ. Stradúnka, нім. Straduna) — річка в Польщі, у Ґлубчицькому, Прудницькому, Кендзежинсько-Козельському й Крапковицькому повітах Опольського воєводства. Ліва притока Одри (басейн Балтійського моря).

## Опис
Довжина річки 37,83 км, висота витоку над рівнем моря — 161 м, найкоротша відстань між витоком і гирлом — 24,78 км, коефіцієнт звивистості річки — 1,53.

## Розташування
Бере початок на північно-східній околиці села Завішице ґміни Ґлубчице. Тече переважно на північний схід через Казімеж, Врублин, Звіастовице, Вальце і на північній стороні від села Страдуня ґміни Вальце впадає в річку Одру.

## Цікаві факти
- У селі Твардава річку перетинає залізниця. На правому березі річки на відстані приблизно 840 м розташована станція Твардава.[1]